# 22. Luftwaffen-Feld-Division
La 22. Luftwaffen-Feld-Division  (22e division de campagne de la Luftwaffe) a été l'une des principales divisions de la Luftwaffe allemande durant la Seconde Guerre mondiale.
Cette division a été formée en décembre 1942 dans la zone de Staraja Russa  à partir des rescapés de la Luftwaffen-Division Meindl.

La formation a été annulée presque immédiatement. 

## Commandement

Drapeau du commandant d'une division aérienne

| Début         | Fin | Grade        | Nom          |
| ------------- | --- | ------------ | ------------ |
| Décembre 1942 | ?   | Generalmajor | Robert Fuchs |

## Unités subordonnées prévues
- Luftwaffen-Jäger-Regiment 43
- Luftwaffen-Jäger-Regiment 44
- Panzer-Jäger-Abteilung Luftwaffen-Feld-Division 22
- Luftwaffen-Artillerie-Regiment 22
- Luftwaffen-Pionier-Bataillon 22
- Aufklärungs-Kompanie Luftwaffen-Feld-Division 22
- Luftnachrichten-Kompanie Luftwaffen-Feld-Division 22
- Kommandeur der Nachschubtruppen Luftwaffen-Feld-Division 22

La Luftwaffen-Jäger-Regiment 43 a été reprise par la 21. Luftwaffen-Feld-Division le 21 janvier 1943.

La Panzer-Jäger-Abteilung Luftwaffen-Feld-Division 22 a été renommé le. Flak-Abteilung 88 (mot.).

La Panzer-Jäger-Abteilung Luftwaffen-Feld-Division 22 a été renommé le 1. Flak-Abteilung 88 (mot.).
 
Le Division-Stab est resté jusqu'en décembre 1943, où il a été rebaptisé Stab/23. Flak-Division.

La Luftnachrichten-Kompanie Luftwaffen-Feld-Division 22 a été rebaptisée Luftnachrichten-Betriebs-Kompanie 140.